# Isomérie cis-trans d'un polymère

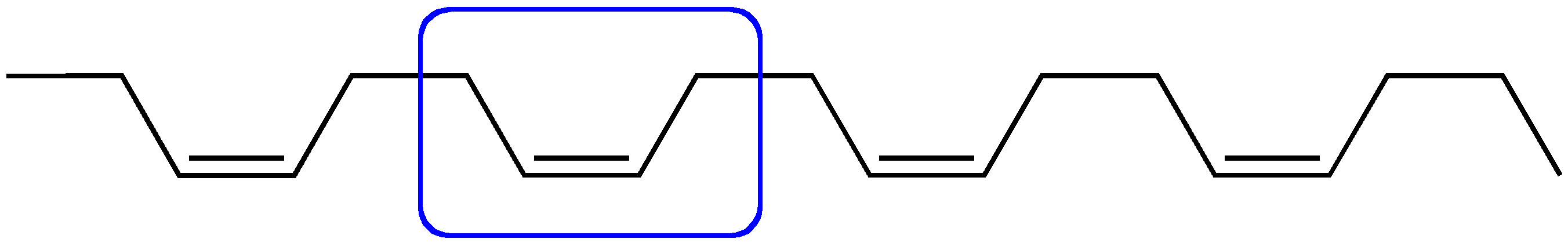
cis-1,4-polybutadiène

trans-1,4-polybutadiène

L'isomérie cis-trans d'un polymère est l'isomérie cis-trans que peuvent avoir les homopolymères présentant des doubles liaisons dans leur motif de répétition. Les polyisoprènes, les polyacétylènes et les polybutadiènes sont des exemples de polymères pouvant présenter ce type d'isomérie. 
Par exemple, la polymérisation du buta-1,3-diène donne du poly(1,2-butadiène) (de type « vinylique ») et/ou l'un des deux isomères géométriques du poly(1,4-butadiène). Ces deux isomères sont appelés poly(1,4-butadiène) cis et trans. Dans le cas du cis, le premier et le quatrième carbone se trouvent du même côté de la double liaison centrale et, dans le cas du trans, sur les côtés opposés de la double liaison centrale.

## Préparation
Certains polymères présentant une isomérie cis et/ou trans existent dans la nature. C'est le cas du caoutchouc naturel qui est l'isomère cis du 1,4-polyisoprène et de la gutta-percha qui est l'isomère trans.
D'autres polymères peuvent être préparés par différentes méthodes de polymérisation. Les conditions de polymérisation influencent fortement le ratio cis-trans dans un polymère.
Dans le cas du polyacétylène, lorsque la polymérisation est effectuée au-dessous de -78 °C, la forme cis prédomine, tandis qu'au-dessus de +150 °C, la forme trans est favorisée. A température ambiante, la polymérisation donne un rapport de 60:40 cis:trans.
Dans le cas du polybutadiène, le type de catalyseur influence ce ratio :
|         | cis (%) | trans (%) | vinylique (%) |
| ------- | ------- | --------- | ------------- |
| Néodyme | 98      | 1         | 1             |
| Cobalt  | 96      | 2         | 2             |
| Nickel  | 96      | 3         | 1             |
| Titane  | 93      | 3         | 4             |
| Lithium | 10 à 30 | 20 à 60   | 10 à 70       |

## Effets sur les propriétés des polymères
Par rapport à la forme trans, la forme cis réduit la température de transition vitreuse (Tg). Le polybutadiène cis a une Tg d'environ 165 °C alors que le polybutadiène trans a une tg d'environ 190 °C.